# Grupo Semente
Grupo Semente é um conjunto musical carioca de samba, formado no final da década de 1990. Seus integrantes são João Callado (cavaquinho), Bernardo Dantas (violão), Mestre Trambique (percussão), Bruno Barreto (pandeiro e vocal) e Marcos Esguleba (percussão).
Criado para acompanhar a cantora Teresa Cristina, o Semente também já acompanhou artistas como, Marisa Monte, Paulinho da Viola, Dona Ivone Lara e Monarco, entre outros. Seu primeiro disco sem Teresa Cristina foi lançado em 2014, tendo participações especiais de Diogo Nogueira, Pedro Miranda e da própria Teresa.
Em 2015, ganhou o 26º Prêmio da Música Brasileira na categoria Melhor Grupo de Samba.

## Discografia
- 2002 - A música de Paulinho da Viola (Deck Disc)
- 2004 - A Vida de Fez Assim (Deck Disc)
- 2005 - O Mundo é Meu Lugar ao vivo (Deck Disc)
- 2007 - Delicada (EMI Music)
- 2010 - Melhor Assim
- 2014 - Grupo Semente (Da Lapa - Biscoito Fino)